# Ванівка
Ванівка (пол. Венглювка) — замішанське село в Польщі, у гміні Корчина Кросненського повіту Підкарпатського воєводства. Село з багатими нафтовими традиціями (ще з XIX ст). Населення — 832 особи (2011).

## Архітектура

### Культові споруди
У селі є римо-католицький костел парафії Різдва Пресвятої діви Марії — колишня церква Різдва Пресвятої Богородиці, зведена в 1898 р.

## Історія
Перша згадка про Ванівку датується 1418 роком. 
До 1772 р. село входило до Сяніцької землі Руського воєводства, з 1772 року — до Сяноцького округу Королівства Галичини та Володимирії Австро-Угорщини.
Територіально Ванівка знаходилась найближче до Бонарівки. Село Бонарівка розташовувалося серед мальовничих гір. Зі сходу була гора Ділик. За нею — село Коростенка, яке в документах значилося як Красна. З полудня виднілася гора Кичера, за якою знаходилося село Ванівка. Поляки називали його Венглівка, це, мабуть, того що венгель по-польськи — вугілля. У Ванівці колись поселився українець Ваньо з родиною, що, між іншим, підтверджується й архівами. Коли в 1772 році ці краї зайняла Австрія, то австрійці в 1880 р. в цьому селі знайшли нафту і по трубах качали її до Коросно на нафтопереробний завод (рафінерію), де переробляли її на нафтопродукти. У Ванівці знаходилося найбільше родовище нафти на Лемківщині, тому й називали Ванівку «лемківським Бориславом».
З півночі були польські села Жизнів і Гудова. Між цими селами і Бонарівкою була гора Діви а на північний схід від нашого села — гора Вишня. Ці гори були всі досить заліснені. Переважно то були хвойні ліси, сосна і ялина. По потоках і ярах росли дуб, бук, явір, ясен, граб, береза а також було багато різних на смак черешень.
На заході в долині було польське село Висока. Ті всі сусідні польські села колись були українськими, але з часом всі сполячилися. За Ванівкою був великий ліс, там був воєнний цвинтар. Тут були поховані вояки ще з Першої світової війни. В 1914 році в тих місцях була велика битва за промисловий центр Коросно. За лісом розташовувалося село Чорноріки, село українське. На захід від Чорнорік було село Одрикінь, а між цими селами — замок магнатів Одрикінських. Замок був збудований як фортеця для захисту від «збуїв», добре організованих загонів Савка, Божка, Чурма та інших, що колись діяли в цих краях. 
У центрі села стояла велика мурована церква Різдва Пресвятої Богородиці (1898), двоповерховий будинок читальні та двоповерховий будинок школи. Про заснування села невідомо нічого, оскільки в 1794 році під час пожежі у Ванівці згоріли всі грамоти й акти, які зберігалися в селі.
500-річну історію українців у Бонарівці та навколишніх селах завдяки історичним документам засвідчив Я. Пащак, називаючи цей куток північно-західним бастіоном українства. Хоч ні за австрійської, ні за польської влади українські села Замішанщини не вдалося об'єднати в одну адміністративну одиницю. Мешканці українських сіл неодноразово зверталися до Варшави з проханням створити українську гміну (громаду сіл) з центром у Ванівці. Проте польський уряд розділив ці села по чотирьох гмінах так, щоб у жодній з них українці не складали більшості населення. Тільки в структурі греко-католицької церкви вони були об'єднані в Короснянський деканат.
Ванівчани називали себе не українцями, а русинами, хоч в читальні ім. Качковського красувалися портрети Шевченка і Франка. Драматичний гурток ставив виключно українські п'єси — М. Старицького, М. Кропивницького, І. Тобілевича. Серед ванівчан популярними були комуністичні ідеї, діяла підпільна організація комуністичної партії. Дивні то були комуністи. Вся комуністична верхівка села активно підтримувала церкву, співала в церковному хорі, брала участь у всіх релігійних і церковних святах. До ванівської греко-католицької парафії належало повітове місто Коросно та колись українське село Одрикінь. «Заслугою» місцевих священиків Льва Мійського й Олексія Малярчика було те, що Ванівка вперто продовжувала вживати назву «Русь». Ванівчани називали себе русинами. Коли священика-русофіла змінив священик-українофіл настрої в селі почали поступово змінюватися. Під час німецької окупації селяни з Ванівки вже без сумнівів визнали себе українцями. У 1939 році в селі проживало 2230 мешканців (2015 українців, 200 поляків, 10 євреїв і 5 німців та інших національностей).

### Під час польсько-українського протистояння
Коли війська Першого Українського фронту взяли Коросно, солдати стали у Ванівці і всіх довколишніх селах, разом з селянами співали українські пісні, допомагали поратися по господарству. В той час для українських сіл настав трохи спокій від поляків, вони боялися зв'язуватися з військом. Станом на грудень 1944 року в сільській школі навчалося 226 українців і лише 2 поляків, проте навчання велося польською мовою. Та коли фронт пішов на Захід, польські банди знов стали нападати і грабувати українські села. Солдати залишили в селі трохи зброї, що дозволило організували нічну варту. Та напади, хоч і зрідка, таки відбувалися. Гіршим було становище українців у тих селах, у яких населення було змішане з польським.
Взимку 1945 року поляки великою бандою напали на Бонарівку, попалили образи і українські книги, порубали сокирою на дрібні шматочки портрети Тараса Шевченка. Напад відбили без втрат, та поляки забрали з собою священика отця Івана Клюфаса і Петра Качмарського. Їх відвезли до в'язниці в Ряшеві як бандерівців. Там поляки наговорили російським військовим, що Бонарівка, що поблизу Ванівки є гніздом бандерівців, а отець Клюфас приймав шлюб у самого Степана Бандери. Насправді, то отець Клюфас дійсно приймав шлюб Степана Бандери і Ярослави Опарівської, бо наречена провідника ОУН була з Бонарівки родом і там робилося їх весілля.
Багато селян не могли стерпіти такого польського приниження, щоб у них викрали священика і, озброївшись, рішуче поїхали до села Ванівка, де був радянський гарнізон. Звідти разом з військовими поїхали до Ряшева і змусили звільнити з в'язниці священика і Качмарського. Обидва були добре побитими і в синяках та село дуже зраділо, побачивши їх живими.
В в'язниці, як виявилося, польські націоналісти придумали єзуїтський спосіб знущання з українців. Заставили отця і Качмарського пилити пилою дерево. Хто потягнув пилу на себе то мав плюнути в лице своєму напарнику! Той, у кого плюнули, мав дістати ще й нагайкою по спині. За те, що в'язні не плювали один одному у лице, поляки, собі на втіху, успіли їх вже добре помордувати.
З того часу в селах вже організували цілодобову кругову оборону. Та мир був не надовго. Через два дні польські банди оточили село. Село стало до оборони та сили були не рівні. Тоді селяни звернулися за допомогою до Ванівського військового гарнізону, але російський майор у грубій формі відмовив. Сказав, що ми не є громадянами Радянського Союзу і тому повинні самі собі вибирати: або смерть від поляків або виселення до Союзу. Люди ще чекали на якусь допомогу але щодня ставало все гірше. Тоді вибрали представників села і направили в Коросно до створеного там комітету по переселенню. А ось яку згадку про трагічні події залишив для історії польський ксьондз Пьйонтовський:
«З осені 1944 року росіяни за допомогою поляків почали заохочувати русинів (так поляки називали українців, котрі мешкали на території Польщі — прим. Н. К.) їхати на схід. Обіцянки і заохочення результату не дали. Русини не хотіли їхати до радянського „раю“. Потім почали застосовувати суто сталінські методи. На потреби польського війська, яким керували росіяни, зобов'язали русинів здавати додатковий контингент. Хто вчасно не здав контингент, приходило польське військо і забирало коні, корови, кури, збіжжя. Людей залишали з шматком хліба в руках. Тоді польське військо, висловлюючи співчуття, пропонувало скривдженим виїзд до СРСР. Якщо і тоді зустрічали відмову, попереджали, що поляки знищать їх зовсім. Та лемки ладні були сидіти на попелі, аніж їхати на схід. Невдовзі по тій акції згідно з застереженнями НКВС, у ніч з 18 на 19 березня 1945 року напала на село Гвоздянку невідома банда, спалила декотрі будинки, багатьох побили, пограбували. Деякі лемки після того нападу, що мав виразні ознаки акції НКВС, втекли до Ванівки, Красної.»
У примітках до книжки Зиновій Буцьо погоджується з твердженнями у сучасній польській пресі та історичній літературі, що протистояння між українцями і поляками було на користь лише гестапо і відділам НКВС.
У 1975—1998 роках село належало до Кросненського воєводства.

## Демографія
Демографічна структура станом на 31 березня 2011 року:
|          | Загалом | Допрацездатний вік | Працездатний вік | Постпрацездатний вік |
| -------- | ------- | ------------------ | ---------------- | -------------------- |
| Чоловіки | 415     | 95                 | 277              | 43                   |
| Жінки    | 417     | 75                 | 236              | 106                  |
| Разом    | 832     | 170                | 513              | 149                  |

## Мистецтво та ремесло
Повним контрастом до строгого стилю, досить поширеного в тогочасному українському малярстві, є живописна манера чотирьох ікон з села Ванівки біля Коросна на Лемківщині, виконаних, очевидно, одним високої мистецької культури майстром. Ікони «Різдво Марії», «Моління з чином», «Нерукотворний образ» та «Страшний суд» привертають увагу досконалою завершеністю композиції, легкістю й тонкістю рисунка, музикальною ритмічністю ліній силуетів і кольорових площин, багатством і гармонійністю вишуканих кольорових співвідношень і, нарешті, ліричною м'якістю та поетичністю художніх образів. Живописна манера цього художника порівняно вільна від лінеарного схематизму, наприклад, в опрацюванні драпіровок, і певною мірою близька до люблінських монументальних розписів маляра Андрія (1418 р.). Чимало спільних рис можна знайти і в мініатюрних малюнках Київської псалтирі 1397 року, яким також властиві райдужні кольорові сполучення, видовжені постаті, сповнені грації і руху, поетичність образів. Тут яскраво відчутні мистецькі досягнення Візантійської метрополії епохи Палеологів XIV століття, коли з новою силою ожили традиції елліністичного живопису і на зламі XIV—XV століть своєю могутньою хвилею захопили не тільки художників Балканського півдня, але й півночі — новгородської і ранньої московської шкіл часів Андрія Рубльова.

## Народна творчість
На території села діяла просвіта, а довкола неї було створено багато народних танцювальних колективів та хор, серед яких прославився хор Івана Кушніра. Звідси ж і походить давня лемківська пісня «Старій бабі дати граблі»

## Відомі вихідці з села
- Вороняк Микола Михайлович  (1922–1974) — диригент, композитор, художній керівник, хормейстер.